# Odyssey (Hayley Westenra)
Odyssey è il secondo album discografico pubblicato in maniera internazionale della cantante neozelandese Hayley Westenra, uscito nel 2005 ed arrivato in prima posizione in Nuova Zelanda per 2 settimane ed in decima nella Official Albums Chart.

## Tracce
Tracklist internazionale
1. Prayer
2. Never Saw Blue
3. Dell'amore non si sa (con Andrea Bocelli)
4. Ave Maria (Caccini)
5. Both Sides, Now
6. What You Never Know (Won't Hurt You)
7. May It Be
8. Quanta Qualia
9. Bachianas Brasileiras No 5 Aria (Cantilena)
10. She Moves Through the Fair
11. I Say Grace
12. My Heart Belongs to You